# 戀醫學癖

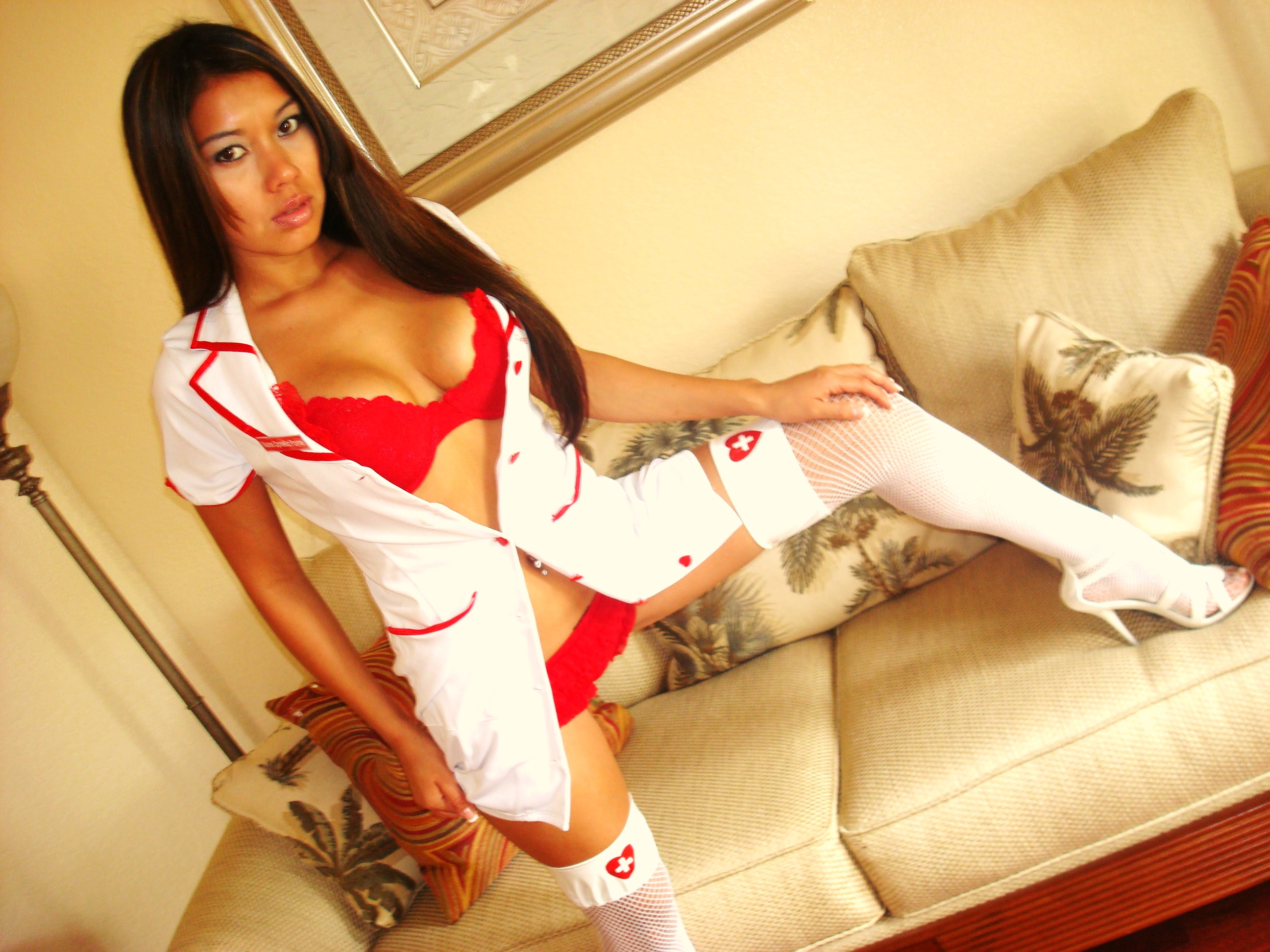
護士和護士制服所產生的吸引力是一種很常見的戀醫學癖

戀醫學癖（英語：Medical fetishism）是一種戀物癖形式，對涉及醫療或臨床的相關物體、行為、場所或情境產生戀物癖。這包括在性角色扮演中扮演與醫療相關的人士，例如各科醫師、護理人員、藥劑師和傷病患，或使用特定或一般醫療器材及藥物，例如使用醫師袍、護理人員制服、麻醉、繃帶、頭帶、電療器、尿布、栓劑等物件，進行檢查及侵入性的檢查（例如檢查直腸、尿道或陰道）、插入導管、灌腸、量體溫、注射等。對醫學的幻想是一種色情的類型，不過該幻想並不一定涉及色情。

## 理學檢查

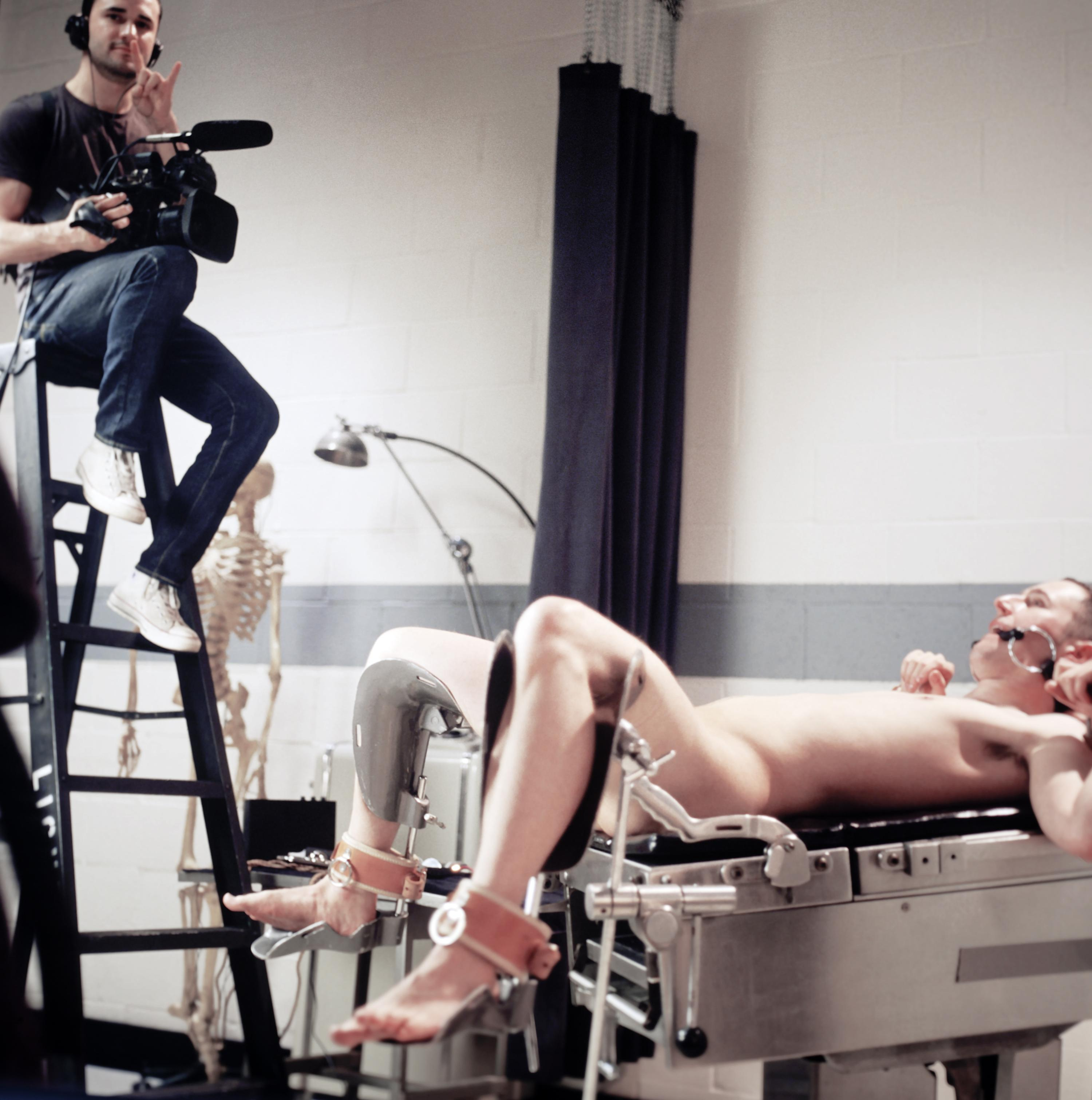
一段準備進行拍攝的模擬醫療場景

在模擬醫療的遊戲場景中，醫師或護理人員可能會對一名患者進行的可能造成他尷尬或羞赧的模擬醫療行為，例如將冷凍或溫熱的物體接觸患者的身體、或插入患者的身體裡以模擬實際體檢時可能產生的不適感。這種檢查可以包括插入肛門、尿道或陰道，以檢查的名義擺弄乳頭、陰莖、睪丸等。此外也可能使用醫療用的固定帶提升病人的代入感。這種行為也可能是灌腸或管理的前奏，在進行之後、患者可能會被裝上貞操帶或某種令人羞恥的衣服。
由於親密檢查涉及高度的專業性，因此有些人批評它做為戀醫學癖中的一部份。